# 常磐津文字太夫

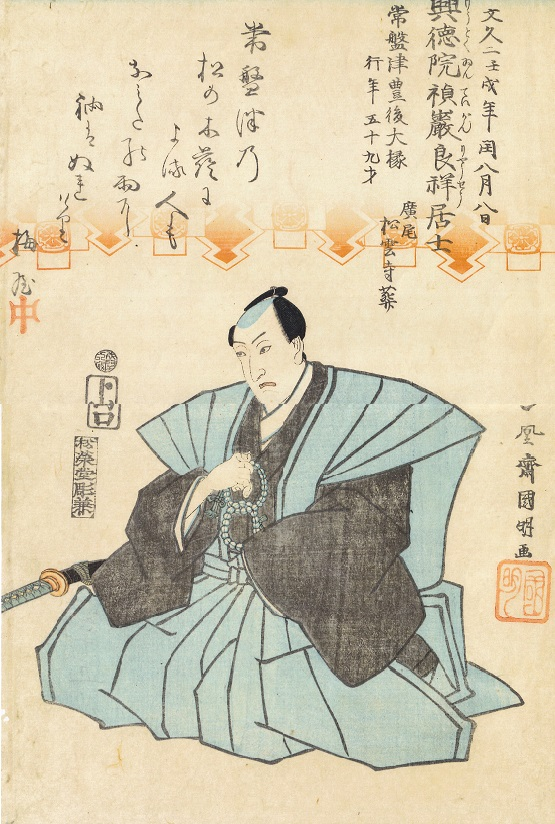
常磐津節中興の祖と謳われている、初代常磐津豊後大掾（四代目常磐津文字太夫）の死絵。没後（1862年8月8日）に作成されたもの。戒名は「興徳院禎巌良祥居士」。菩提寺は代々の宗家家元文字太夫が眠る広尾祥雲寺。初代歌川国明（一凰斎国明）画。

常磐津 文字太夫（ときわづ もじたゆう）は、浄瑠璃（三味線音楽・語り物）の1つである常磐津節の宗家・家元の名跡。当代は十七世家元・九代目常磐津文字太夫。常磐津は古浄瑠璃時代からの流れをくみ取り、初世家元を、大阪道頓堀で最古の人形操りの芝居小屋（出羽座）を興行した太夫「伊藤出羽掾」、二世家元をその弟子で世話物浄瑠璃元祖ともいわれる「文弥の泣き節」で好評を博した「二代目岡本文弥」、三世家元を京都南座の前身「都万太夫座」を創立し、近松門左衛門、初代坂田藤十郎とくみ元禄期の全盛を迎えた「都越後掾（都万太夫）」、四世家元をその弟子で一中節を創始した「都太夫一中（都一中）」、五世家元をその弟子の「宮古路豊後掾（都国太夫半中）」、そして、常磐津を創始した初代常磐津文字太夫を六世家元と数えている。歴代の家元文字太夫は、渋谷区広尾にある祥雲寺（しょううんじ・瑞泉山・臨済宗大徳寺派）に祀られている。

## 初代

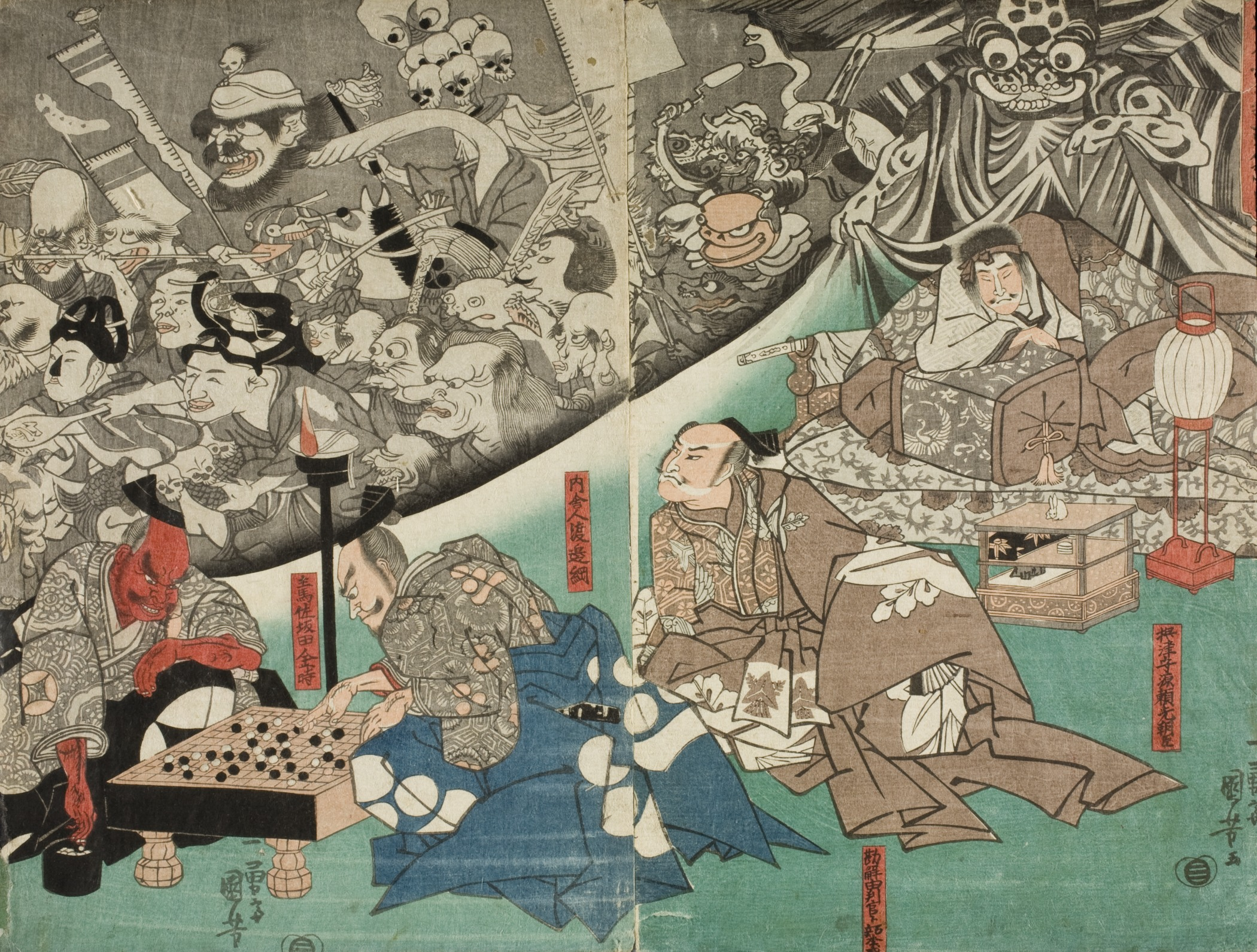
初代文字太夫が語った『蜘蛛糸梓弦（蜘蛛の糸）』の題材となった源頼光四天王の伝説が、浮世絵師の歌川国芳によって描かれたもの。『源頼光公館土蜘蛛妖怪図』。

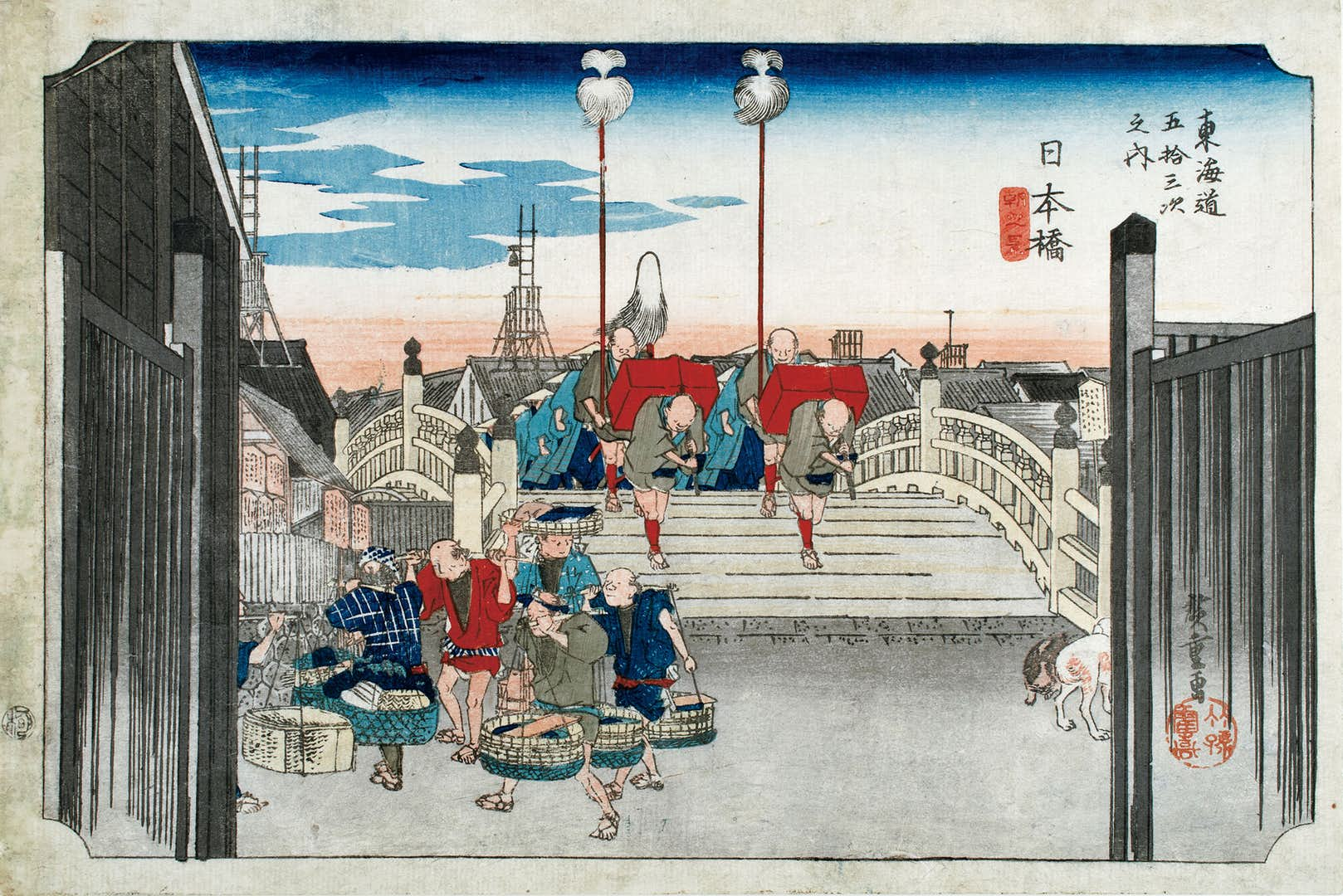
初代文字太夫は東海道の起点である江戸日本橋の檜物町（ひものちょう）に居を構えた。『東海道五十三次「日本橋」』歌川広重作。

宝永6年（1709年） - 天明元年2月1日（1781年2月23日）。
常磐津六世家元。常磐津節の創始者。本名・駿河屋文右衛門。京都の仏具商。享保初期頃に宮古路国太夫（宮古路豊後掾）の門弟となり、のちに養子となる。はじめ宮古路右膳を名乗っていたが、1733年に宮古路文字太夫と改名し京都から名古屋を経て江戸に下り、1735年に好評を博した豊後掾の出世作「睦月連理玉椿」でワキ語りを勤める。1736年3月市村座「小夜中山浅間巌」で立語りとなったが、町奉行より風紀を乱すとの理由で、豊後節は大弾圧を受け全面禁止となる。その装いは文金風といわれ、弾圧の対象となったのは、年齢を考えると豊後掾ではなく、文字太夫であったという説が有力である。1736年に豊後節が禁止。1740年に養父豊後掾が亡くなると、1746年には七回忌に際して浅草寺境内に宮古路豊後掾の慰霊碑を建立。豊後節が分派活動を始めたが、やがて豊後節の再興が許され、1747年に宮古路姓を改め関東文字太夫と名乗った。しかし「関東の名は穏やかならず」と北町奉行から禁止されると、同年11月に中村座において、二代目市川團十郎、初代澤村宗十郎、初代瀬川菊之丞が揃った「三千両の顔見世」で常磐津文字太夫の看板を掲げて大当たりを得る。そのあと1748年には、豊後節（宮古路姓）時代からの弟弟子である初代常磐津小文字太夫が独立し富本節（のちに清元節が輩出される）を創流。文字太夫は以降30年ものあいだ江戸三座で活躍し、1773年市村座「錦敷色義仲」を最後に引退した。宝暦3年（1753年）春、市村座での「鐘入妹背俤」の出語りで大好評を博す。壕越二三治との合作で「芥川紅葉柵」等を作曲。文字太夫の節付けの面白さ、巧妙な作詞、役者による優れた所作と三拍子が揃ったので、豊後節を継承した新しい浄瑠璃としての常磐津が江戸歌舞伎に定着する端緒となった。隠居名（号）松根亭松寿斎。掛軸肖像画は初代柳文朝作、初代文字太夫直筆の「老松」詞章。
代表曲：「老松」「蜘蛛の糸」「子宝」

## 二代目

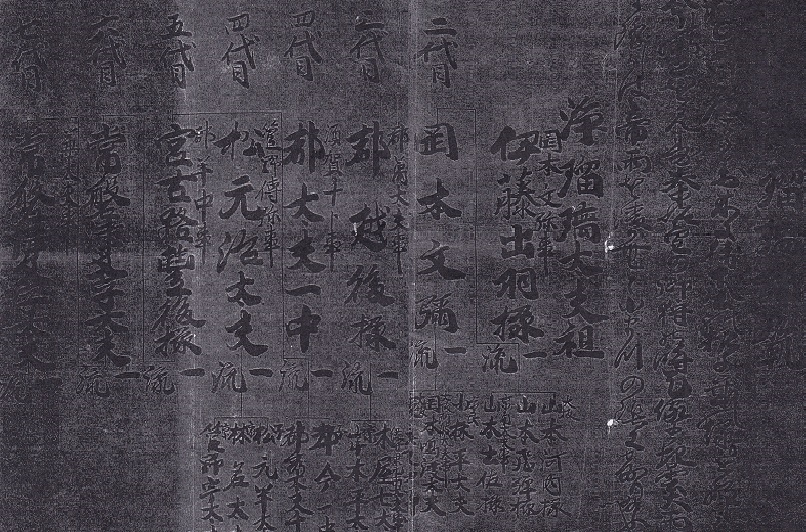
二代目常磐津文字太夫の布製の系図。国立音楽大学蔵。現在、常磐津は古浄瑠璃の芸脈を遡り、初代常磐津文字太夫を六代目家元として数えているが、すでに二代目文字太夫の時代（1787年－1799年）には『七代目家元・二代目常磐津文字太夫』という数え方をしていた。

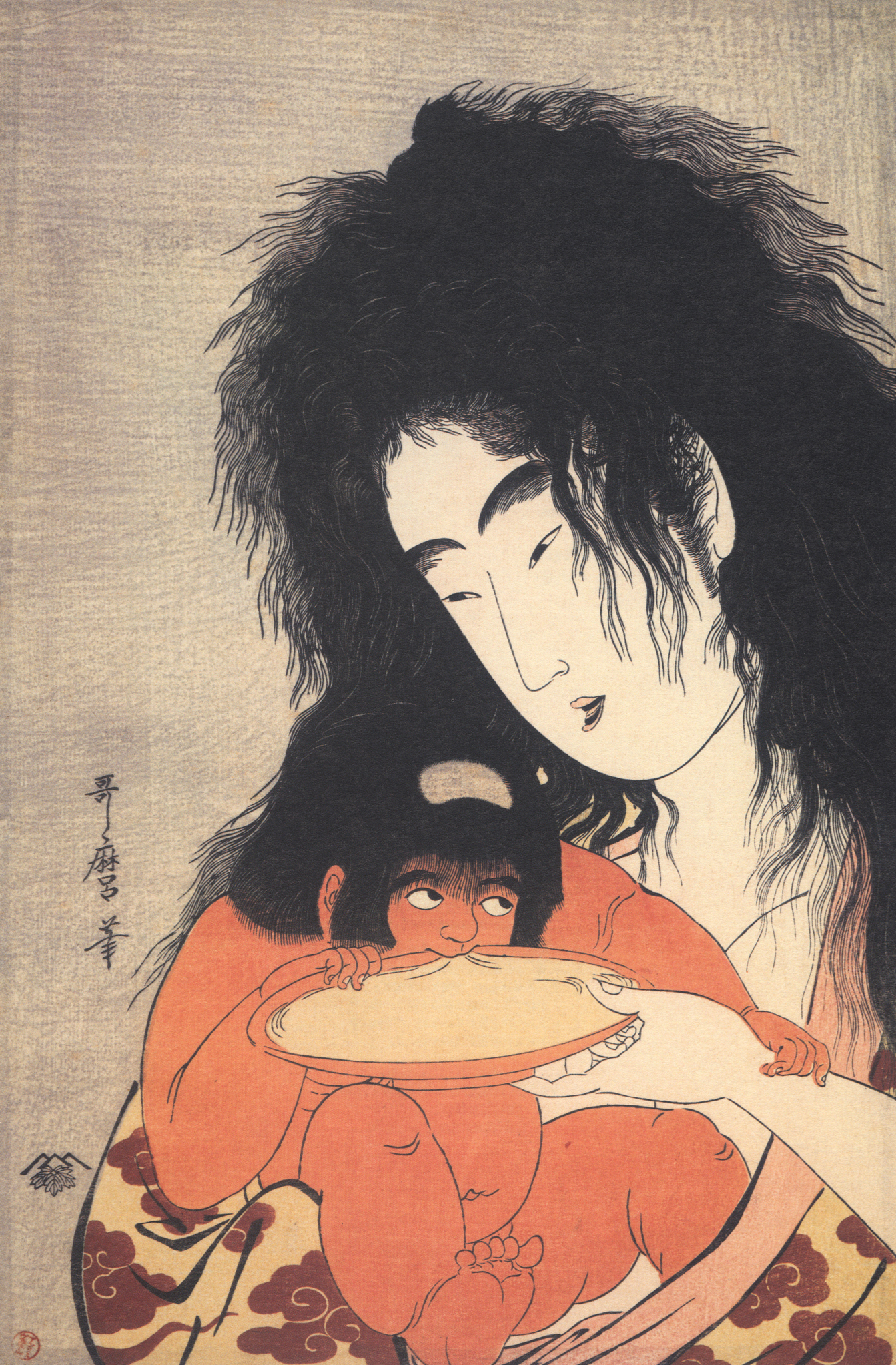
二代目文字太夫が語った『四天王大江山入（古山姥）』の題材となった山姥と金太郎（のちの坂田金時）の伝説が、浮世絵師の喜多川歌麿によって描かれたもの。『山姥と金太郎　盃』。

享保16年（1731年） - 寛政11年7月8日（1799年8月8日）。
常磐津七世家元。初代常磐津文字太夫の門弟（のち養子）。本名・越後屋佐六。隠居名（号）は文中。弟は1799年に別派（吾妻派）を起こして常磐津を離れた二代目兼太夫。志妻太夫（豊名賀派）、造酒太夫（富士岡派）が佐々木派の三味線弾き達とともに常磐津を去ったのち、1769年鐘太夫から兼太夫と改め、初代文字太夫のワキ語りに抜擢される。1773年初代文字太夫が引退すると翌年養子となり、4月守田座「明櫻旅思出」で立語り、同11年より顔見世番付の筆頭として活発に歌舞伎興行に出勤する。1787年初代文字太夫の七回忌に、初代の遺族から一代限りの条件で相続し二代目文字太夫を襲名。「積恋雪関扉」「紅葉傘糸錦色木」等大曲を節付け、初演した。掛軸肖像画は堤秋月作、二代目文字太夫直筆の「老松」詞章。
代表曲：「善知鳥」「関ノ扉」「四天王大江山入」「戻駕」「吉田屋」

## 三代目
寛政4年（1792年） - 文政2年12月1日（1820年1月16日）。
常磐津八世家元。二代目常磐津文字太夫の実子。幼名・林之助。前名二代目常磐津小文字太夫。1799年にわずか8歳で二代目常磐津小文字太夫を襲名。1807年には江戸三座のひとつ市村座「花安宅扇盃」で立語りをつとめ、1808年に元服。同年、七代目市川團十郎の弟分となる。病気等による休演が多かったが、継続的に江戸三座に出勤し常磐津を盛り立てた。1819年には文字太夫を襲名するが、病気のため20代で早世する。掛軸肖像画は初代歌川豊国作、三代目文字太夫直筆の「老松」詞章。
代表曲：「源太」「景清」「心中翌の噂」「三つ人形」

## 四代目

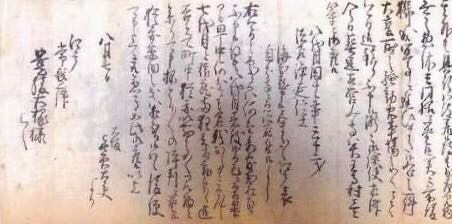
八代目市川團十郎が旅先で急逝した直後、大阪の弟子が江戸の常磐津豊後大掾にあてたという知らせの手紙。常磐津家元は市川宗家と深いつながりがあるため、豊後大掾の驚きは相当のものであったという。

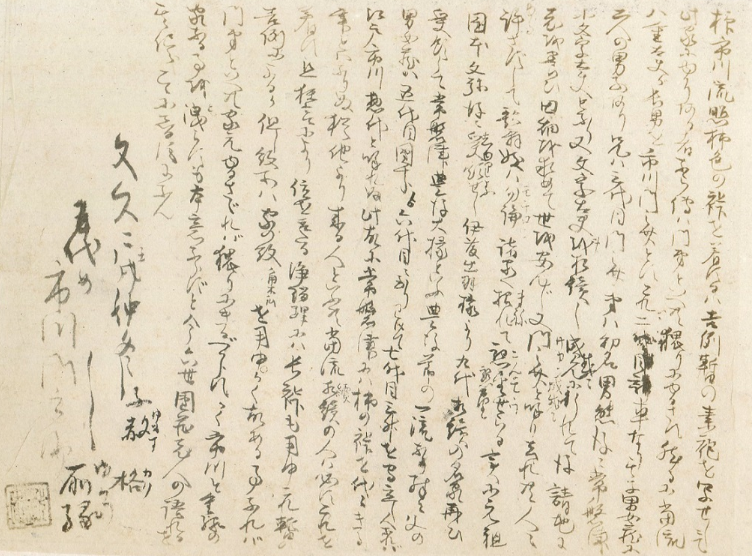
市川宗家の團十郎茶と、常磐津の柿色の肩衣（かたぎぬ）の関連性が説明されたもの。五代目市川門之助書。従来、「常磐津の肩衣は柿色」「蛸足（たこあし）は朱色」と表現されていたが、厳密には日本の伝統色である「照柿色の肩衣」「真朱色の蛸足見台」である。

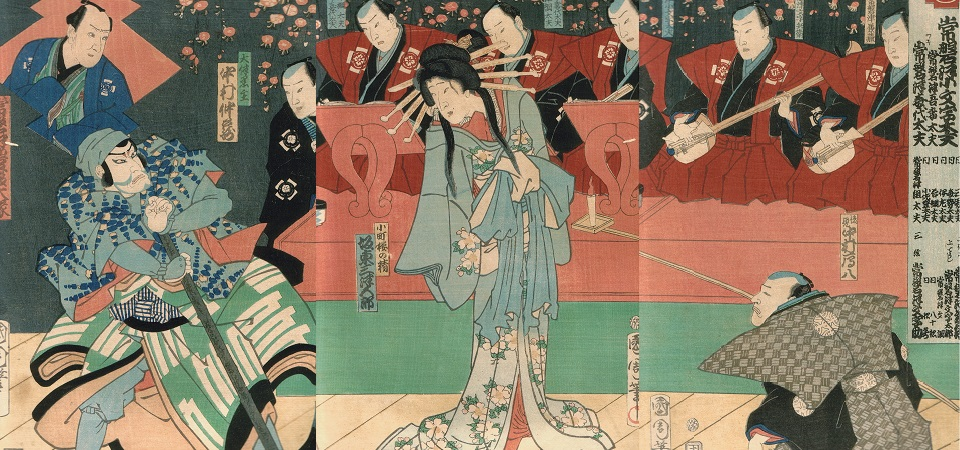
中村座『積恋雪関扉（関の扉）』の錦絵。六代目常磐津小文字太夫（子息）の出語りを、向かって左の初代常磐津豊後大掾（四代目常磐津文字太夫）が見守っている。

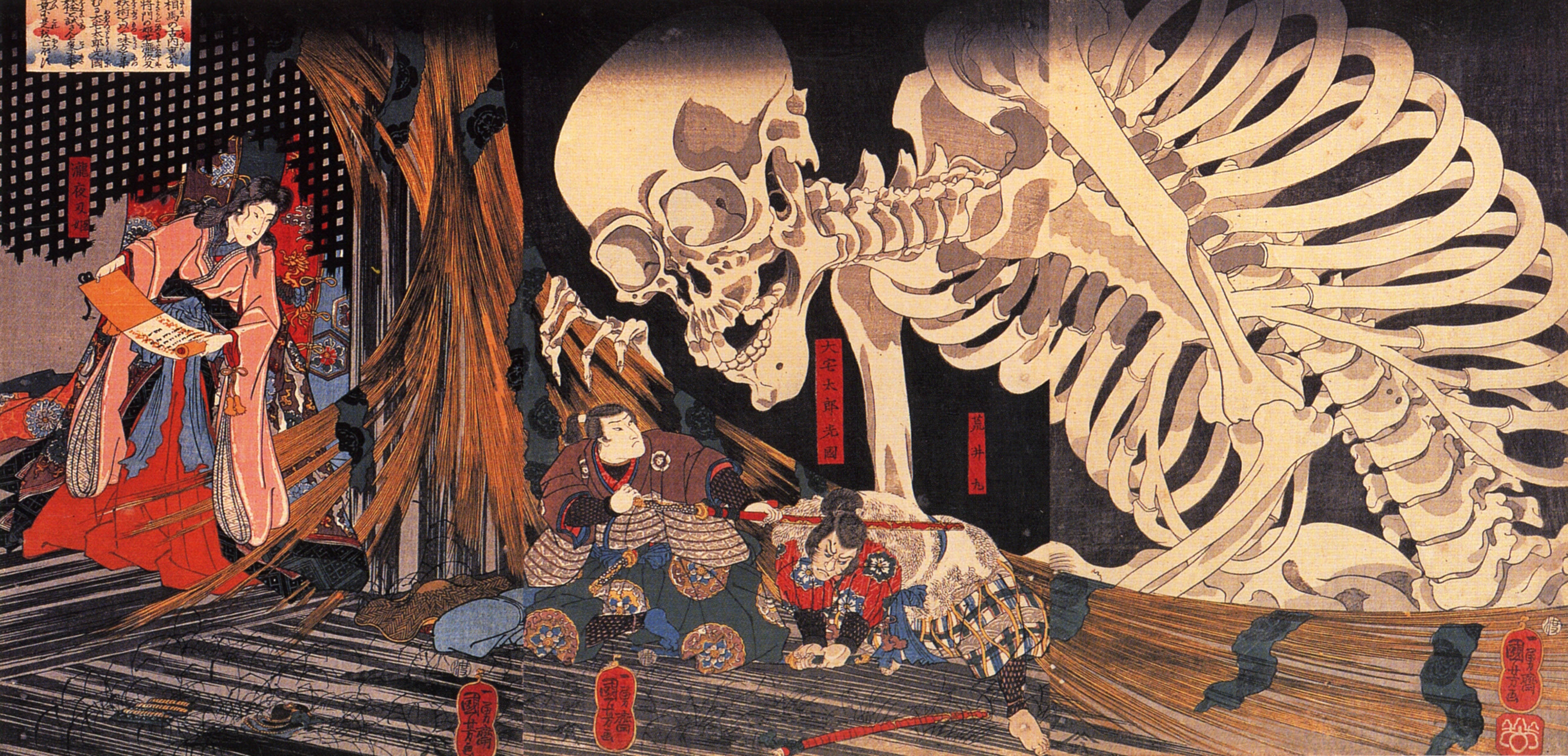
四代目文字太夫の語った『忍夜恋曲者（将門）』の題材となった、平将門の娘である滝夜叉姫の伝説が、浮世絵師の歌川国芳によって描かれたもの。『相馬の古内裏』。

文化元年（1804年） - 文久2年閏8月8日（1862年10月1日）。
常磐津九世家元。初代文字太夫の曾孫。前名三代目常磐津小文字太夫。後の初代常磐津豊後大掾。父は歌舞伎役者の初代市川男女蔵。母・みつの祖父である狂言作者中村傳七の名跡も八代目として継承している。幼少期は市川男熊の名で役者として出演。しかし1819年三代目文字太夫が急逝したため、父・初代市川男女蔵の母（二代目市川門之助の妻お亀）が初代文字太夫の次女であった縁故から常磐津家元後継者として迎えられ三代目小文字太夫を襲名。1820年には江戸三座番付筆頭となり、河原崎座「老松」「操常磐島台」で立語りとなり、三代目尾上菊五郎が襲名の口上を述べた。1823年の元服式では七代目市川團十郎が烏帽子親になり、1830年には「元祖宮古路豊後掾百年・初世文字太夫五十年」と銘打ち、小文字太夫名弘め会を開催。1837年1月、中村座「女扇初旭鶴」、同3月、市村座「花雲鐘入月」で四代目文字太夫を襲名披露、七代目市川團十郎、初代岩井紫若らが襲名の口上を述べた。又、1825年には実兄・三代目市川門之助の急逝により四代目市川門之助の名義も継いでいる。1850年12月18日に嵯峨御所から豊後大掾藤原昶光（ぶんごのだいじょうふじわらのながみつ）を受領。現存する常磐津の数々の名曲を四代目岸澤古式部とともに初演した功績者で、常磐津節中興の祖と言われる。中でも1857年に初演された全段常磐津出語りの「三世相錦繡文章」は大当たりを取ったが、作曲を手がけた岸澤古式部と確執が生じ、1861年には常磐津家元と三味線方の岸澤家が分離、以後明治期に入るまで不和となる。初代文字太夫よりの上演を記録した「常磐種（ときわぐさ）」を編纂した。墓所は雑司ヶ谷霊園の市川門之助合同墓。掛軸肖像画は歌川国貞（三代目豊国）作、初代市川新車（五代目市川門之助）書。
代表曲：「角兵衛」「お三輪」「将門」「靭猿」「京人形」「夕月」「新山姥」「勢獅子」「三世相錦繡文章」

## 五代目
文政5年（1822年） - 明治2年2月29日（1869年4月10日）。
常磐津十世家元。九世家元・四代目文字太夫の養子。
1836年15歳の時に家元の養子となり林之助を名乗る。1837年1月中村座「女扇初旭鶴」で養父・三代目小文字太夫が四代目文字太夫と名を改めた後、同年10〜11月四代目小文字太夫を襲名する。以後文字太夫のワキ語りとしてしばしば出勤、1840年9月市村座「吉埜山雪振事」で立語りとなり同年市村座顔見世番付で筆頭となる。1858年に五代目文字太夫を襲名したが、ほどなく養父・初代豊後大掾（四代目文字太夫）との確執が生じ家元家を離縁されてしまう。1861年に六代目兼太夫と改名した。青年期には八代目市川團十郎と美貌を競い合ったという。掛軸肖像画は花取勝松（鈴木勝松門人）作、九代目市川團十郎書。
代表曲：「高砂の松」「福島屋・十万億土（三世相錦繡文章）」

## 六代目
嘉永4年2月2日（1851年3月4日） - 昭和5年（1930年）2月15日。
常磐津十四世家元。佐六文中（常磐津十一世家元・六代目小文字太夫・常岡佐六）妻である常岡ツネの養子。本名・常岡丑五郎。前名八代目常磐津小文字太夫。後の二代目豊後大掾。
江戸・小石川出身。父は大工の棟梁。常磐津浪花太夫を名乗っていたが、派内融和を訴えた十二代目守田勘弥・六代目岸澤式佐の推薦によって、佐六文中妻ツネ（十三世預家元・太夫文中）の養子となり、1888年に八代目小文字太夫を襲名。1889年には第一期歌舞伎座において専属で起用されることが決まる。九代目市川團十郎により制定された新歌舞伎十八番や活暦物、松羽目物など数多く初演し、常磐津節を近代歌舞伎と社会に定着させた功労者。「音声は少々低けれども天晴常磐津純粋の節語り由」「豊後の節廻し得も云われぬ妙味」「小音であるが技巧に優れていた」など評価が高く、色気の要する段物などを得意とし、小音ではあったが一説では名人林中よりも巧みであったとされる。黒田清隆内閣総理大臣の招聘に応じて御邸にて仮名手本忠臣蔵七段目を一段語ったところ大変喜ばれたという。東京音楽学校（現東京藝術大学）の嘱託となり、初代文字太夫からの出演記録「常磐種」の再興、常磐津節の五線譜化に協力した。1926年に甥子九代目小文字太夫に七代目文字太夫を譲り、自身は二代目豊後大掾となる。還暦を過ぎたころには歌舞伎出勤は門弟に任せ各種の演奏会に出演し続け、素浄瑠璃としての常磐津節の魅力を一般社会に広く浸透させた。1927年第1次常磐津協会創立時には六代目岸澤古式部とともに相談役となり、常磐津家元と三味線方岸澤家の和睦に尽力した。掛軸肖像画は、七代目常磐津小文字太夫（のちの初代常磐津林中）の掛軸とともに鏑木清方作。
代表曲：「戻橋」「女鳴神」「三保の松」「大森彦七」「竹生島」「千歳の影」「楠公」

## 七代目
明治30年（1897年）2月2日 - 昭和26年（1951年）5月4日。
常磐津十五世家元。六代目文字太夫の甥子。本名・常岡鑛之助。
前名九代目常磐津小文字太夫。六代目文字太夫に実子がいなかったため妻きよの弟の子である鑛之助が家元家に養子入りする。兄は六代目常磐津政太夫。1915年1月、三代目小文太夫襲名を経て、帝国劇場9月興行「三景眺容艶」にて六代目文字太夫のワキ語りとして出演、九代目小文字太夫を襲名披露。その年、襲名記念曲として「常磐の松」が発表される。1926年養父二代目豊後大掾隠退を兼ね、5月27日、28日の両日歌舞伎座にて七代目文字太夫の襲名披露演奏会を開催する。襲名新曲として「壽松の名所」が演奏される。1927年に第1次常磐津協会を設立し、初代理事長に就任、永年にわたる常磐津宗家と三味線方岸澤家の分立を終結に導いた。1928年東京音楽学校（現東京藝術大学）の御大典記念にて「祝言式三番叟」を奏楽堂で御前演奏する。その後1941年関西に発展を目指し関西常磐津協会を設立、初代会長（理事長）も兼任する。1934年には歌舞伎座に於いて二代目豊後大掾の追善演奏会を開催。口上を市川三升（十代目市川團十郎）、六代目尾上菊五郎、七代目坂東三津五郎、四代目市川男女蔵（三代目市川左團次）が述べて、二代目花柳壽輔（壽應）が「老松」で出演した。追善新曲「松色增常磐敷島」が発表された。1940年に「定本常磐津全集（全12巻）」を刊行。1946年第2次常磐津協会を設立、初代会長に就任する。肖像画は伊藤深水作。
代表曲：「常磐の松」「廓の仇夢（権八）」「義積雪子別（佐倉宗吾郎）」「松色增常磐敷島」「壽松の名所」

## 八代目

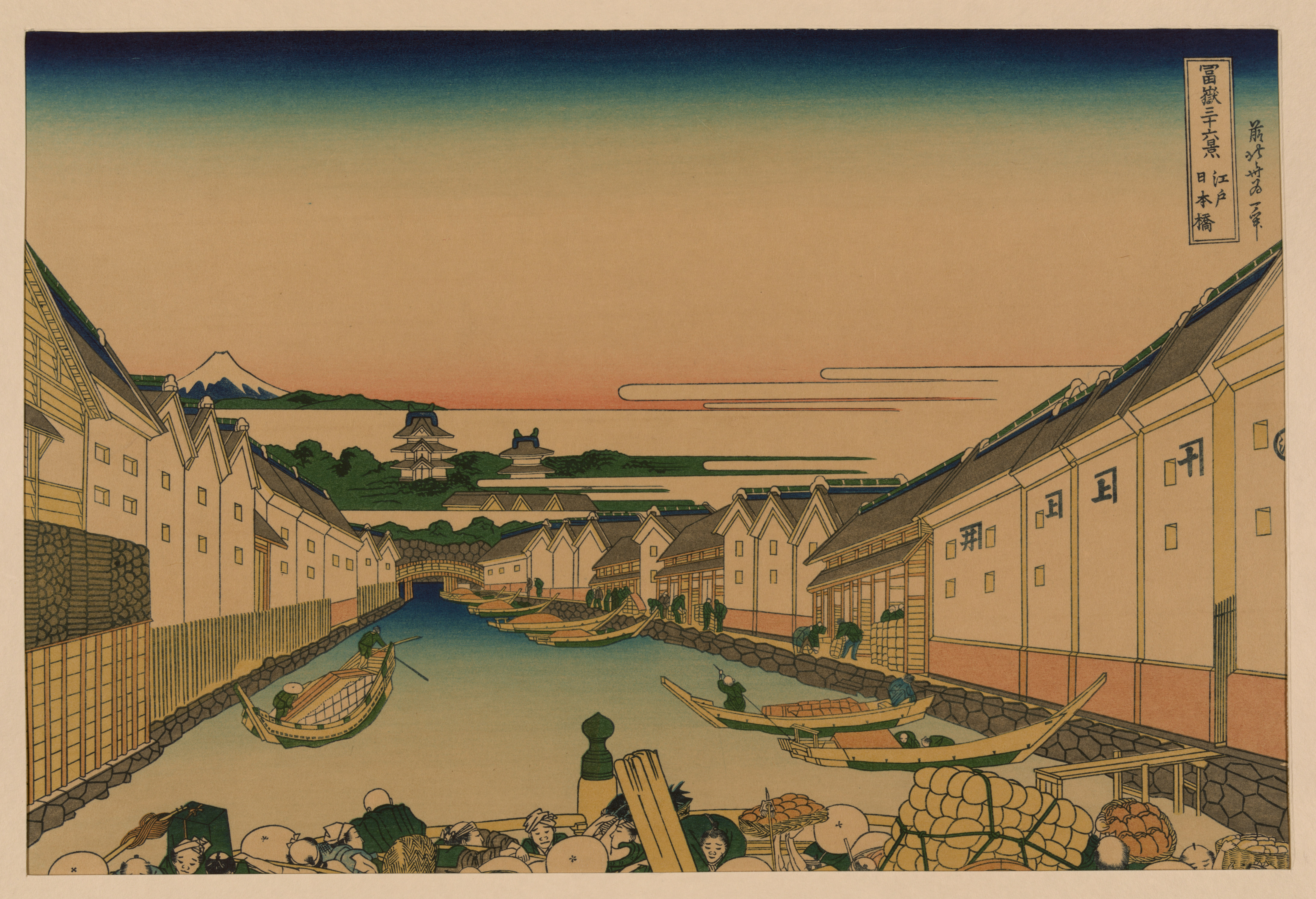
歴代の常磐津文字太夫は、延享年間から昭和年間に至るまで日本橋檜物町に居を構えていたので、大向うは「檜物町」とかかる。この一帯は日本橋（花街）や芳町といった花街も栄え、とても賑わっていた。『富嶽三十六景「日本橋」』葛飾北斎作。

大正7年（1918年）8月17日 - 平成3年（1991年）3月19日。
常磐津十六世家元。七代目文字太夫の長男。本名・常岡晃。前名十代目常磐津小文字太夫。1930年から六代目尾上菊五郎により設立された日本俳優学校で学ぶ。1948年には「宮古路豊後掾（詞章・渥美清太郎作）」で十代目小文字太夫を襲名。その披露演奏会が帝国劇場で開催された。1951年七代目文字太夫の急逝により家元を相続、1953年七代目文字太夫の三回忌追善を兼ね、6月1、2日両日、歌舞伎座において八代目常磐津文字太夫の襲名披露演奏会が開催された。襲名挨拶には五代目市川三升、三代目市川左團次、七代目坂東三津五郎、二代目花柳壽輔が口上を述べた。又、襲名新曲「ひとのなさけ（三代目常磐津文字兵衛作曲・六代目藤間勘十郎振付）」には、三代目市川左團次、七代目尾上梅幸、二代目尾上松緑が出演した。1957年には関西常磐津協会の常磐津塚（七代目常磐津文字太夫七回忌・常磐津節実演家供養・高谷伸筆・千日前の自安寺、1968年に寂光寺江口の君堂に移転）建立に際し、顧問として名を連ねる（発起人代表は実弟の常磐津文蔵）。1958年には芸術祭奨励賞を受賞し、1959年は初代文字太夫生誕の250年にあたることから、宮古路豊後掾の慰霊碑が祭られている浅草寺において、流祖250年回忌の法要（久保田万太郎筆）をいとなみ、産経ホールにて記念演奏会を開催した。1969年に第2次常磐津協会会長に就任。1970年に、主催する常磐津松韻会第27回演奏会が文化庁による芸術祭優秀賞を受賞。1981年に流儀の重鎮とともに重要無形文化財常磐津節（総合認定）の保持者として認定され、常磐津節保存会を発足し初代会長に就任する。邦楽と舞踊（1991年）では、「江戸浄瑠璃の中枢ともいえる常磐津を、堂々と継承してこられた家系の御当主として、これほどふさわしいお人柄は、またと有るまい」など評せられ、温厚な人柄でよく流派を取りまとめ、出光佐三や本田宗一郎、藤沢武夫など多くの常磐津愛好者と交流し、女流門弟など後継者の育成に尽力した。「本物が本物として正当に評価された古き佳き時代を、きわめて正統的に体現していられる稀有の人ではないか」など、重厚で品のある古風な語り口で、主に世話物を得意とし、麒麟児と称されたほどの常磐津文蔵（実弟・三味線方名手）に関西の常磐津協会を任せ、三男常磐津文右衛門、四男常磐津浪花太夫と共に四兄弟で常磐津を隆盛に導いた。1984年には社団法人日本芸能実演家団体協議会から第10回芸能功労者として表彰される。1989年に勲四等瑞宝章を叙勲。1990年には財団法人松尾芸能振興財団より、会長を務める常磐津節保存会が第11回松尾芸能賞伝統芸能特別賞を受けた。
代表曲：「宮古路豊後掾」「芭蕉」「杜若に寄す」「ひとのなさけ」

## 九代目
詳細は「常磐津文字太夫 (9代目)」を参照